# Coleophora echinopsilonella
Coleophora echinopsilonella é uma espécie de mariposa do gênero Coleophora pertencente à família Coleophoridae.